# Maestro di Eggenburg
Maestro di Eggenburg (fl. XV secolo) è stato un pittore anonimo austriaco attivo alla fine del XV secolo.
La sua provenienza è sconosciuta, anche se fu forse collaboratore del Maestro di Herzogenburg, un pittore tardo-cinquecentesco della Bassa Austria, che lavorò verso il 1491 a Gars am Kamp, Waldviertel.
A questo anonimo maestro è stato attribuita la Morte della Vergine, commissionata per il Redemptoristenkloster di Eggenburg, nella Bassa Austria. Altre opere attribuitegli sono delle pale d'altare dedicate a san Venceslao e a san Giovanni Battista. 

## Galleria delle opere

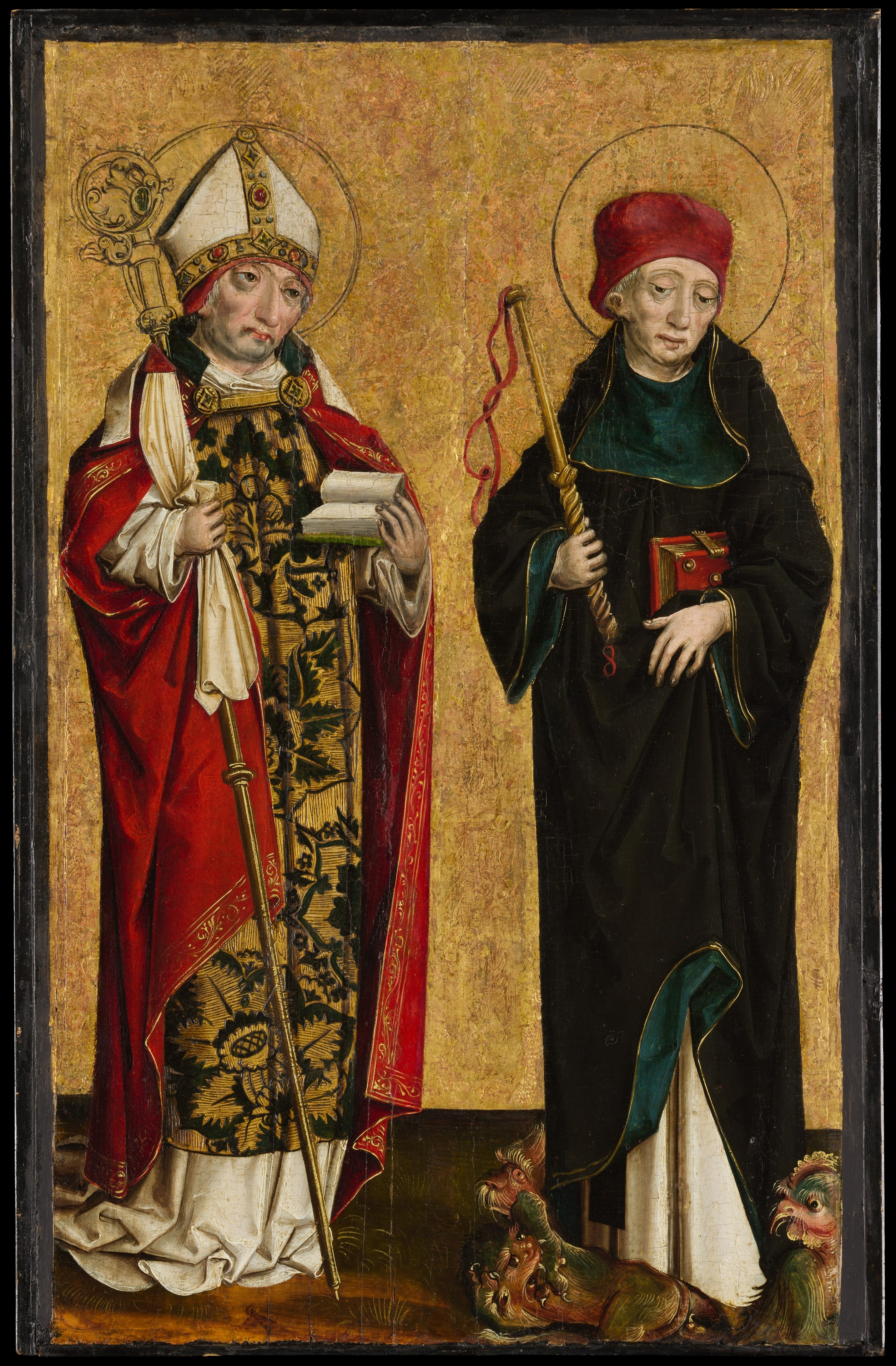
San Adalberto e San Procopio, Metropolitan Museum of Art, New York
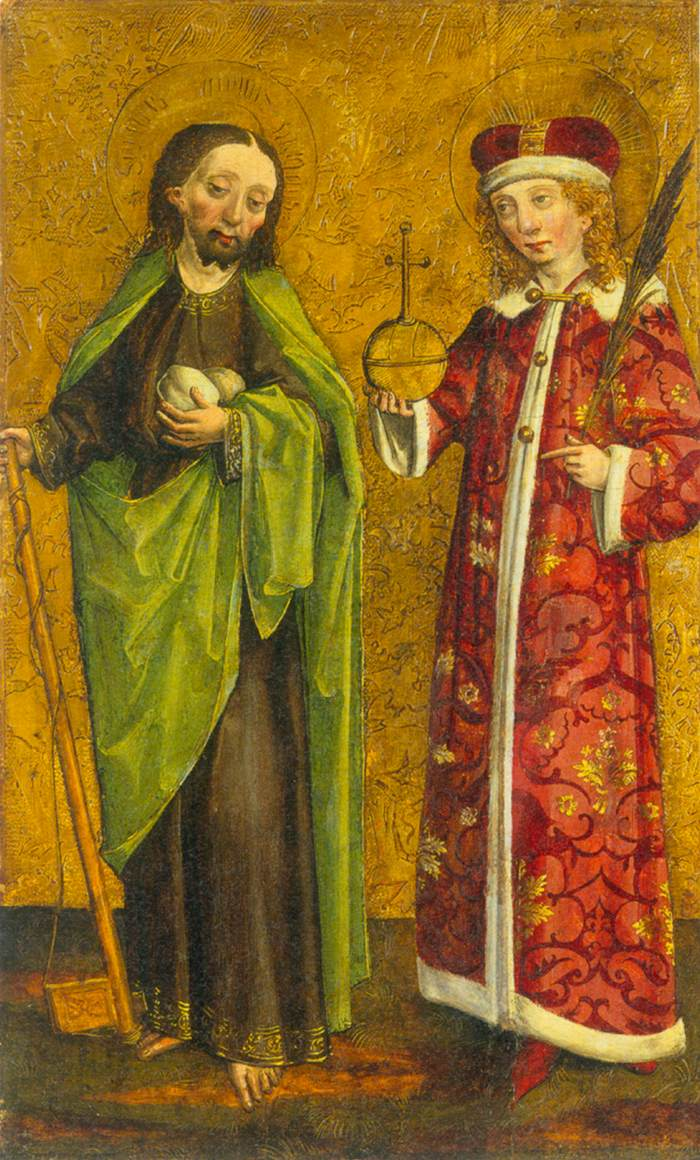
San Giacomo minore e San Vito, Collezione privata
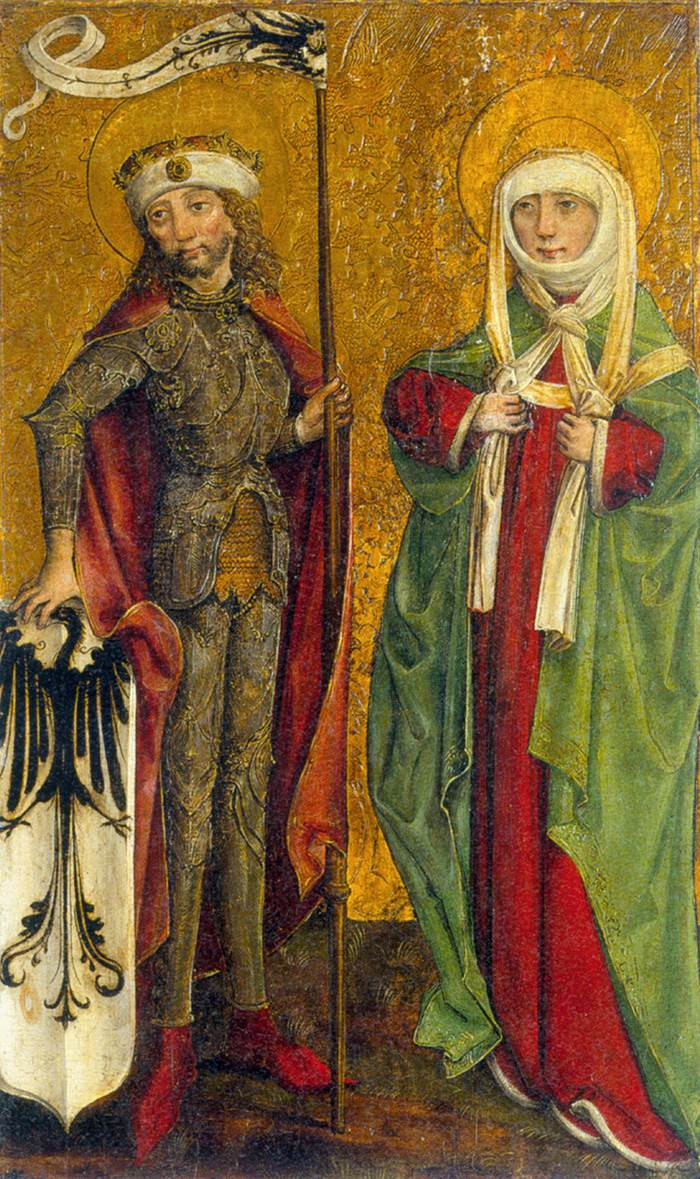
San Venceslao e Santa Ludmilla, Collezione privata